# باغ نیمه‌شب تام (فیلم ۱۹۹۹)
باغ نیمه‌شب تام یا رؤیای باغ در نیمه‌شب (به انگلیسی: Tom's Midnight Garden) فیلمی محصول سال ۱۹۹۹ و به کارگردانی ویلارد کارول است. در این فیلم بازیگرانی همچون جوآن پلورایت، آنتونی وی، گرتا اسکاکی، فلورانس هواث، نایجل لو وایان، مل مارتین، جیمز ویلبی، لیز اسمیت، دیوید بردلی، پنلوپه ویلتون و نوآ هانتلی ایفای نقش کرده‌اند.
این فیلم براساس باغ نیمه‌شب تام، نوشته فیلیپا پیرس ساخته شده است.